# La filla del mar (musical)
La filla del mar és un musical català creat per La Barni Teatre, dirigida per Marc Vilavella, basat en l'obra homònima d'Àngel Guimerà, amb llibret i lletres de Jaume Viñas i música i lletres de Marc Sambola. L'espectacle parla de l'Àgata, una jove que va ser rescatada del mar quan era nena i que ha crescut en un petit poble de la costa, on ha estat rebutjada pels seus habitants per no ser d'allà. Amb la tornada al poble de Pere Màrtir, l'Àgata es veu atrapada en un complex triangle amorós amb un final tràgic.
Després d'un llarg període de creació, el musical es va estrenar al Teatre Condal de Barcelona el juny de 2021 com una coproducció del Grup Focus i el Festival Grec. L'espectacle va rebre l'elogi de la crítica, guanyant nombrosos premis, entre els quals 3 Premis de la Crítica i 3 Premis Butaca, entre els quals el Premi a millor musical.

## Producció
L'any 2014, la companyia La Barni Teatre es va "enamorar unànimement de La filla del mar, de Guimerà" i va decidir aixecar un workshop per treballar el text original de Guimerà i descobrir com transportar-lo al musical. En aquesta primera etapa del treball, la companyia ja va comptar amb una jove Clara Solé en el paper d'Àgata, qui, finalment, va acabar representant el paper titular en les posteriors versions. Després d'aquest workshop, però, per tal de compaginar les vides personals i la creació dels membres de la companyia, el projecte va avançar lentament. Hi va haver diverses temptatives d'aconseguir el suport dels teatres públics del país, però sempre amb una resposta negativa.
Un temps després, Marc Sambola, autor de la música de l'espectacle, va contactar amb Jaume Viñas i li va proposar de sumar-se al projecte com a col·laborador en la dramatúrgia de l'espectacle. Així, l'estiu de 2019, la companyia va aixecar un segon workshop l'estiu de 2019 als Lluïsos d'Horta de Barcelona, amb l'equip ja gairebé tancat, amb Marc Vilavella a la direcció, Sambola a la direcció musical i Teresa G. Valenzuela. El workshop va ser un èxit i, en exhaurir entrades per una primera sessió, la companyia en va obrir una segona, que també va exhaurir localitats. Va ser en aquesta presentació que Daniel Anglès, director del Teatre Condal, i César Martínez van decidir portar el projecte al Grup Focus, que en va acabar realitzant la coproducció amb el Festival Grec de Barcelona.
Finalment, el musical es va estrenar dins el marc del Grec 2021, el 25 de juny de 2021, realitzant dues setmanes de funcions al Teatre Condal de Barcelona. Després d'una gira per Catalunya durant la tardor del mateix any, l'espectacle va retornar a l'escenari del Teatre Condal el febrer de 2022, on va realitzar temporada fins al 8 de maig de 2022.

## Argument

### Acte 1
En un petit poble pesquer, tots els vilatans comenten la tornada de Pere Màrtir, el que havia estat el Don Joan de la localitat (Tard o d'hora ho sabrem). Mentre tots els homes en fan burla, totes les dones es deleixen per la seva persona i comenten a quina noia del poble deu haver seduït aquesta vegada. Descobreixen que Pere Màrtir és amb la Mariona, la noia a qui festeja d'amagat d'en Cinquenes, el seu oncle, qui l'ha amenaçada de deixar-la sense herència si la veu amb ell.
L'Àgata, una noia que va ser rescatada quan era petita d'un naufragi i que ara viu amb la Mariona, arriba de la pesquera i explica a la gent del poble que es troba més còmode a alta mar (Respirar sota el mar). Quan els explica una anècdota que ha tingut amb uns peixos enamorats, la gent del poble en fa burla. Quan entra en Cinquenes acompanyat de la Mariona, en Pere Màrtir l'intenta convèncer en va de què ell és un home honrat. Quan tothom torna a treballar, Pere Màrtir queda sol amb la Catarina, la seva antiga amant, a qui demana ajuda per poder estar amb la Mariona (T'ajudaré). La Catarina, però, dolguda encara per com la va tractar, acaba per declarar tot el contrari.
Quan la gent és a la cerimònia que se celebra cada any en honor a l'Àgata, en Pere Màrtir i la Mariona es veuen d'amagat i tracen un pla per tal de poder estar junts (Cerimònia/Ningú s'ho creurà). Finalment, acaben decidint que Pere Màrtir farà veure que s'enamora d'Àgata i així podrà entrar a casa seva per veure la Mariona sense que ningú sospiti res. Durant la festa (La festa), l'Àgata i en Pere Màrtir tenen un primer contacte bastant incòmode. Aleshores, en Baltasanet comença a explicar la història del naufragi de l'Àgata i aquesta n'acaba el relat (Va ser a alta mar). Després de la festa, en Pere Màrtir i l'Àgata tornen a parlar, ara ja d'una manera més íntima. Quan és el moment de tornar a la pesquera, la Mariona convenç en Pere Màrtir perquè s'hi uneixi i així passi temps amb l'Àgata.

### Acte 2[calcitació]
L'Àgata corre pel carrer cridant que vol matar en Pere Màrtir a la vista de tot el poble, que es pregunta què ha passat (Tard o d'hora ho sabrem - Represa 1). A través d'un salt temporal, en Rufet explica com, el dia que va anar a buscar la paga a casa d'en Cinquenes, va poder sentir tot el que va passar. Aquell dia, després que tots rebessin la seva paga, l'Àgata torna a casa cantant una cançó que li ha ensenyat en Pere Màrtir, demostrant a tot el poble el seu festeig. La Mariona en comença a estar gelosa i li diu a Pere Màrtir que aturi el joc. Aquest, però, ha acabat desenvolupant una estima cap a l'Àgata, trobant en ella algú en qui confiar i amb qui pot obrir-se de bat a bat (La pastoreta). Per això decideix marxar amb l'Àgata. La Mariona, però, presa per la gelosia, intenta boicotejar aquesta fugida i intenta fer que en Cinquenes expulsi a Pere Màrtir de la casa. Aquest, però, confessa a Cinquenes la seva intenció de casar-se amb l'Àgata. La Mariona li confessa a l'Àgata que en Pere Màrtir, en realitat, n'estima una altra, però no li diu qui. En Rufet també li fa créixer les sospites i finalment descobreix l'engany, explotant en un escàndol que fa sortir corrents en Pere Màrtir, que acaba sent perseguit per tot el poble i barallant-se amb en Gregori, l'actual parella de Catarina (La baralla). En Pere Màrtir guanya la baralla i fuig corrents (Tard o d'hora - Represa 2).

### Acte 3[calcitació]
Mentre en Pere Màrtir fuig, és interceptat per Baltasanet, a qui acaba convencent perquè l'ajudi a fugir amb l'Àgata. L'Àgata, que segueix corrent i cridant enfurismada per tot el poble, se sent traïda per l'engany. Quan Pere Màrtir la troba, intenta convèncer-la del seu amor, però aquesta l'intenta rebutjar. Finalment, però, reconeix que el seu amor fa que el perdoni i decideix fugir amb ell, però li fa prometre que no tornarà a veure mai més la Mariona, amenaçant-lo de mort. Quan estan a punt de fugir, la Mariona intercepten Pere Màrtir i intenta que no l'abandoni. En veure'ls junts, l'Àgata, presa per la ira, mata a Pere Màrtir i decideix llançar-se al mar (Tercer acte).

## Números musicals[calcitació]
- «Tard o d'hora ho sabrem» - Companyia
- «Respirar sota el mar» - Àgata
- «T'ajudaré» - Catarina
- «Cerimònia/Ningú s'ho creurà» - Pere Màrtir, Mariona i companyia
- «La festa» - Companyia
- «Va ser a alta mar» - Baltasanet, Àgata, Rufet i companyia
- «Tard o d'hora - Represa 1» - Pere Màrtir i Mariona
- «La pastoreta» - Àgata i Pere Màrtir
- «La baralla» - Pere Màrtir, Catarina i Gregori
- «Tard o d'hora - Represa 2» - Companyia
- «Tercer Acte» - Baltasanet, Pere Màrtir, Àgata, Catarina, Mariona i companyia

## Repartiment
|                      | Barcelona (2021) |
| -------------------- | ---------------- |
| Àgata                | Clara Solé       |
| Pere Màrtir          | Toni Viñals      |
| Mariona              | Mariona Castillo |
| Catarina             | Gracia Fernández |
| Baltasanet/Cinquenes | Xavi Casan       |
| Rufet                | Albert Mora      |
| Gregori              | Arnau Puig       |
| Lluïseta             | Candela Díaz     |
| Filomena             | Irene Jòdar      |
| Ramon                | Marc Sambola     |

## Recepció
L'espectacle va ser rebut positivament per part de públic i crítica, sovint lloant la valentia de dur a terme un musical de creació en català d'aquestes dimensions. Jordi Bordes, del diari Ara, diu que "un dels encerts de l’espectacle [···] és que els mateixos actors toquin els instruments". També van destacar les interpretacions dels tres protagonistes, com diu Santi Fondevila, també del diari Ara: "Toni Viñals dona molt bé el paper de guapo amb més músculs que cervell. [···] Clara Solé és una Àgata fantàsticament ferotge". Finalment, Magí Camps, de La Vanguardia, també en destaca el moviment de Teresa G. Valenzuela, "que signa el moviment, petites coreografies que acaben de lligar aquest musical singular, que és un espectacle per recordar".

### Premis
| Any  | Premi                                       | Categoria                       | Persona          | Resultat  |
| ---- | ------------------------------------------- | ------------------------------- | ---------------- | --------- |
| 2021 | XVII Premis Butaca                          | Millor musical                  | La filla del mar | Guanyador |
| 2021 | XVII Premis Butaca                          | Millor actriu de musical        | Mariona Castillo | Guanyador |
| 2021 | XVII Premis Butaca                          | Millor actor de musical         | Toni Viñals      | Guanyador |
| 2021 | XVII Premis Butaca                          | Millor composició musical       | Marc Sambola     | Nominat   |
| 2022 | V Premis TeatreBarcelona                    | Millor espectacle musical       | La filla del mar | Guanyador |
| 2022 | XXIV Premis de la Crítica d'Arts Escèniques | Millor musical                  | La filla del mar | Guanyador |
| 2022 | XXIV Premis de la Crítica d'Arts Escèniques | Millor actriu de musical        | Clara Solé       | Guanyador |
| 2022 | XXIV Premis de la Crítica d'Arts Escèniques | Millor actor de musical         | Toni Viñals      | Nominat   |
| 2022 | XXIV Premis de la Crítica d'Arts Escèniques | Millor música original/adaptada | Marc Sambola     | Guanyador |
| 2022 | I Premis de Teatremusical.cat               | Millor reposició                | La filla del mar | Guanyador |